# Dallas (Oregon)
Dallas é uma cidade localizada no estado norte-americano de Oregon, no Condado de Polk.

## Demografia
Segundo o censo norte-americano de 2000, a sua população era de 12.459 habitantes.
Em 2006, foi estimada uma população de 14.748, um aumento de 2289 (18.4%).

## Geografia
De acordo com o United States Census Bureau tem uma área de
11,5 km², dos quais 11,5 km² cobertos por terra e 0,0 km² cobertos por água. Dallas localiza-se a aproximadamente 99 m acima do nível do mar.

## Localidades na vizinhança
O diagrama seguinte representa as localidades num raio de 16 km ao redor de Dallas.